# Abelard (cràter)
Abelard és un cràter de l'asteroide del tipus Amor (433) Eros, situat amb el sistema de coordenades planetocèntriques a 47.9 ° de latitud nord i 160.3 ° de longitud est. Fa un diàmetre de 0.6 km. El nom va ser fet oficial per la UAI l'any 1994 i fa referència a Pere Abelard (1079-1142), filòsof francès amant d'Heloïsa.